# Dereck Darkwa
Dereck Darkwa (Amsterdam, 3 april 2000) is een Nederlands-Ghanese voetballer die als spits speelt

## Clubcarrière
Darkwa speelde in de jeugd van SV Bijlmer en SC Buitenveldert voor hij in de FC Utrecht Academie terecht kwam. Hij doorliep de hele jeugdopleiding en maakte op 9 november 2018 zijn debuut in het betaalde voetbal. Op die dag speelde Jong FC Utrecht een wedstrijd tegen Sparta Rotterdam op Het Kasteel. In de 73e minuut kwam Darkwa binnen de lijnen voor Mehdi Lehaire.
Darkwa sloeg in de winterstop van het seizoen 2018/19 een contractverlenging af vanwege onvoldoende perspectief op speelminuten. In maart 2019 werd het contract van Darkwa bij FC Utrecht ontbonden. In september 2019 sloot hij aan bij Jong N.E.C. maar verliet de club na enkele maanden weer.

### Statistieken
| Seizoen                    | Club            | Land           | Competitie     | Competitie | Competitie | Beker | Beker | Totaal | Totaal |
| Seizoen                    | Club            | Land           | Competitie     | Wed.       | Dlp.       | Wed.  | Dlp.  | Wed.   | Dlp.   |
| -------------------------- | --------------- | -------------- | -------------- | ---------- | ---------- | ----- | ----- | ------ | ------ |
| 2018/19                    | Jong FC Utrecht | Nederland      | Eerste divisie | 2          | 0          | –     | –     | 2      | 0      |
| Carrièretotaal             | Carrièretotaal  | Carrièretotaal | Carrièretotaal | 2          | 0          | 0     | 0     | 2      | 0      |
| Bijgewerkt op 26 juli 2019 |                 |                |                |            |            |       |       |        |        |